# Gilbertaster caribaea
Gilbertaster caribaea är en sjöstjärneart som beskrevs av Addison Emery Verrill 1899. Gilbertaster caribaea ingår i släktet Gilbertaster och familjen ledsjöstjärnor. Inga underarter finns listade i Catalogue of Life.